# Галина Журба
Журба Галина (справжнє ім'я Галина Маврикіївна Домбровська, у шлюбі Нивінська; 1 січня 1889 — 9 квітня 1979, Філадельфія, США) — українська письменниця.

## Життєпис
Народилася 29 грудня 1888 року на хуторі Олександрія поблизу села Соболівка в заможній сім'ї Домбровських (у літературі є згадки про місце народження в поміщицькому домі на Уманщині, що не підтверджено історичними документами). Вихована в польській культурі, але вже з юних років зав'язала стосунки з народом і повернулася до українства, що його віднайшла по лінії маминого роду Копистинських (мати належала до спольщеного українського роду Копистенських, дідусь працював у Теплицькому маєтку Потоцьких).
Писати почала ще в батьківському домі. Батько працював офіціалістом в управлінні Теплицько-Ситковецької ординації Олександри Потоцької. 20-річною студенткою почала друкуватись за посередництвом літературознавця Андрія Ніковського, який підготував і зредагував першу книжку оповідань Галини Журби «З життя», що вийшла друком в 1908 року в Одесі. До цієї книжки увійшли три оповідання: «Солов'ї», «Черешні» та «Ясний день». Рецензії на це видання написали Іван Липа та Євген Чикаленко.
Журба переїхала в Київ і тут почала друкуватися в передовому на той час літературному журналі «Українська хата»; число «Української хати», в якому було надруковане оповідання Галини Журби «Коняка», підпало під цензуру. У 1919 році вийшла друком друга збірка оповідань «Похід життя».
Після визвольної війни Галина Журба разом з евакуацією уряду УНР переїхала в Польщу й опинилась у польському таборі полонених українських вояків у Тарнові, де написала сценічний етюд «Маланка», що вийшов книжковим виданням у 1921 році. Поселилась на Волині, де присвятила час поширенню освіти між селянством, а далі переїхала до Львова, де продовжувала свою літературну діяльність. У Львові у видавництві «Батьківщина» були надруковані дві повісти, що їх темою була визвольна війна, а саме «Зорі світ заповідають» (1933) і «Революція йде» (1937); за першу повість письменниця була нагороджена премією Товариства письменників і журналістів. Здобула першу премію Українського католицького союзу (трійця переможців — Галина Журба, Юрій Косач та Юрій Клен).
Під час Другої світової війни вийшов друком в Українському видавництві сензаційний роман «Доктор Качіоні» (1943). Війна змусила письменницю емігрувати, й вона через Німеччину переїхала в Америку, де поселилась у Філадельфії. Тут, живучи дуже вбого, написала дві книжки, що стали головним здобутком її літературної праці; це автобіографічна розповідь «Далекий світ», що вийшла першим виданням у Буенос-Айресі в 1955 році, а другим — у 1978-му в Нью-Йорку, і роман на тлі історії «Тодір Сокір» (1967) як перша частина задуманої трилогії. Обидві книжки — це картина життя отого «далекого світу», з якого вийшла письменниця, коли упадав старий порядок з чужим панством і селянським бунтом, і в революції творився новий світ, у якому й Україна вимагала свого місця на землі. Ці два романи виносять Галину Журбу на перше місце між еміграційними письменниками та увійдуть у класику української літератури. Галина Журба посвятила багато уваги організації ОУП «Слово», а ще активніше допомагала уможливити видання нашого письменницького збірника «Слово», для чого перевела і грошову збірку.
Померла 9 квітня 1979 року у Філадельфії.

## Твори
Авторка збірок оповідань:
- «З життя» (1909),
- «Похід життя» (1919),

Повісті:
- «Зорі світ заповідають» (1933),
- «Далекий світ» (1955),

Романи:
- «Революція іде» (1937—1938),
- «Доктор Качіоні» (1943),
- «Тодір Сокір» (1967);

Есеїстична розвідка «Письменник та його супровід» (1962),
Мемуари «Від Української Хати до Музагету» (1962),
Незакінчена поема «Нетря» та інших творів.